# Улица Фаткуллина (Казань)
Улица Фаткуллина (тат. Фәтхуллин урамы, Fätxullin uramı) — улица в Приволжском районе Казани. 
Названа в честь Героя Советского Союза Фарита Фаткулина (1914-1942).

## География
Пересекается со следующими  улицами:
- улица Сары Садыковой[вд]
- улица Производственная
- улица Яшляр[вд]
- улица Шарифа Камала

## Достопримечательности
На пересечении Производственной улицы с улицей Фаткуллина расположена Азимовская мечеть.

## История
До революции 1917 года носила название Мыловаренная улица и относилась к 5-й полицейской части. В 1914 году постановлением Казанской городской думы улица была переименована в Азимовскую улицу, но реально это название не использовалось. Во второй половине 1920-х гг переименована в улицу Сабынче (Сабанче); современное название присвоено 4 мая 1965 года.
В первые годы советской власти административно относилась к 5-й части города; после введения в городе административных районов относилась к Сталинскому (с 1956 года Приволжскому) району.

## Известные жители
- В доме № 11 проживал историк-востоковед Саид Вахиди.[19]